# Jean Bochart de Champigny
Pour les articles homonymes, voir Bochart.
Jean Bochart de Champigny, sieur de Noroy et Verneuil (1643 – 1720), fut intendant de la Nouvelle-France de 1687 à 1702. Son mandat fut l'un des plus longs, avec ceux de Gilles Hocquart et de Michel Bégon de La Picardière.

## Biographie
En 1643, naît Jean VIII Bochart de Champigny, fils de Jean VII Bochart de Champigny (intendant de Rouen) et de Marie Boivin.

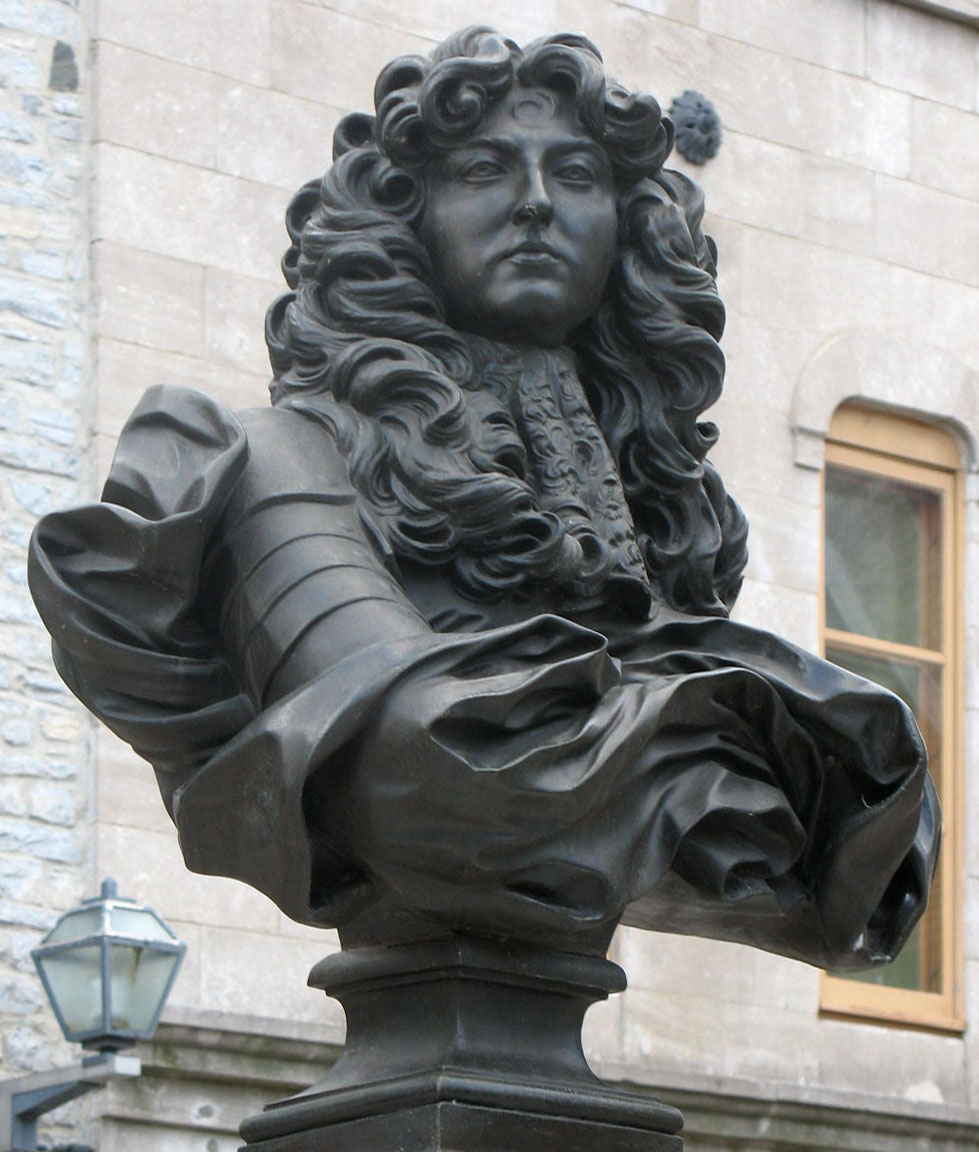
Buste de Louis XIV, place Royale, à Québec

Nommé par le roi le 24 avril 1686 intendant de la Nouvelle-France  , il s'embarque à La Rochelle avec sa femme et deux de ses fils le 22 juillet 1686. Il emporte avec lui une copie d'un buste de Louis XIV qu'il installe sur la place du marché de la basse-ville de Québec, pour que les Canadiens puissent connaître l'aspect de leur souverain. Le marquis de Denonville, gouverneur-général de la Nouvelle-France semble très satisfait de ce choix ; les prédécesseurs de Champigny, Jacques de Meulles et Jacques Duchesneau de la Doussinière et d'Ambault, ont connu à leur époque de nombreux conflits avec les gouverneurs. Cette entente allait être nécessaire pour faire face aux conflits avec les Iroquois qui allaient sévir pendant les treize années suivantes ; ils préparèrent ensemble la stratégie pour lutter à l'ouest contre les Iroquois. Ils doivent aussi faire face aux armées venues de Nouvelle-Angleterre qui viennent assiéger Québec en 1690. Les rapports sont beaucoup plus tendus à l'arrivée de Frontenac comme nouveau gouverneur général de la Nouvelle-France (pour la deuxième fois) en 1689, après le retour de Denonville en France.
Sur le plan économique, il développe l'économie locale, mais il dépense plus qu'il ne doit, ce qui lui doit plusieurs remontrances du ministre de la marine. Il obtient du Conseil souverain en 1688, la création de bureaux des pauvres (à Québec, Montréal et Trois-Rivières) pour s'occuper des pauvres en leur donnant un travail ; la mendicité, sauf pour les plus nécessiteux, fut interdite. Champigny cherche à limiter l'effet de la traite des fourrures sur l'agriculture canadienne, en limitant au maximum le nombre de Canadiens pouvant prospecter en terres éloignés durant une période limitée (donc ne pouvant pas se consacrer à l'agriculture).
Il fait preuve d'une grande force de caractère, et il tient tête plusieurs fois au gouverneur et même au ministre pour faire triompher ses opinions. Ce qui fut surtout le cas avec Frontenac, surtout à cause de leurs caractères fortement opposés et de divergences d'ordre politique, chacun comptant d'importants soutiens dans l'administration de la Marine et de la Nouvelle-France. Champigny s'oppose également aux autorités religieuses, notamment à l'évêque de Québec et aux jésuites. Au premier, il refuse d'accorder le contrôle des subsides royaux au clergé et il conteste également la répartition des curés sur le territoire. Aux seconds, il refuse l'interdiction de l'eau-de-vie et l'accès aux seuls missionnaires des villages indiens éloignés.
Il est nommé en mai 1701 intendant de police, justice et finances de la marine et des fortifications des places maritimes de Normandie et rentre en France en 1702 pour prendre ses fonctions.
Il meurt le 27 septembre 1720 , âgé de 77 ans, au Havre-de-Grâce, en France et est inhumé le lendemain dans la Cathédrale Notre-Dame du Havre